# DNK-polimeraza
DNK-polimeráza, tudi DNA-polimeráza, je encim, ki katalizira sintezo DNK iz deoksiribonukleotidnih enot. DNK-polimeraza je ključen encim pri podvojevanju DNK, kjer na osnovi enoverižne matrične DNK nastaja komplementarna veriga DNK. 

## Biokemične lastnosti

### Aktivnost
DNK-polimeraza omogoča sestavljenje posameznih monomernih enot (deoksiribonukleotidov oziroma (dNTP)) v polimerno verigo (polinukleotid oziroma DNK). 
Kateri dNTP (dATP, dGTP, dCTP ali dTTP) se bo kot naslednji vključil v verigo, je odvisno od komplementarne baze v matrični verigi (po načelu komplementarnih baz: adenin se veže s timinom, citozinin z gvaninom in obratno). Na ta način se dedna informacija natančno podvoji. Sinteza nove verige poteka od 5'-konca proti 3'-koncu; pri tem se iz vstopajočegaa dNTP-ja sprosti pirofosfat.
V nasprotju z RNK-polimerazo je za delovanje DNK-polimeraze potreben prost konec 3'-OH na podaljševani verigi. Zatorej sinteza ne more začeti potekati kar čisto na novo, marveč je potreben začetni oligonukleotid. Kot kofaktor so za delovanje encima nujni tudi magnezijevi ioni.

### Eksonukleazna aktivnost
Številne DNK-polimeraze izražajo dodatno tudi eksonukleazno aktivnost, kar omogoča popravljanje morebitnih napak v sintezi verige DNK – DNK-polimeraza prepozna napačno vključen dNTP in ga odstrani. To lastnost imenujemo 3'→5'-eksonukleazna aktivnost; napačna baza na 3'-koncu se namreč izreže, kar pomeni, da DNK-polimeraza deluje v tem primeru od 3'-konca proti 5'-koncu. Nekatere polimeraze izražajo tudi 5'→3'-eksonukleazno aktivnost in takšni encimi lahko odstranijo napačno bazo tudi tedaj, ko je sintetizirana veriga že sparjena z matrično verigo DNK.